# NGC 6233
NGC 6233 ist eine 14,0 mag helle linsenförmige Galaxie vom Hubble-Typ S0 im Sternbild Herkules am Nordsternhimmel. Sie ist schätzungsweise 491 Millionen Lichtjahre von der Milchstraße entfernt und hat einen Durchmesser von etwa 200.000 Lichtjahren.
Im selben Himmelsareal befindet sich u. a. die Galaxie NGC 6243.
Das Objekt wurde am 12. Juli 1880 von Édouard Stephan entdeckt.